# 中央高等学校 (沖縄県)
中央高等学校（ちゅうおうこうとうがっこう）とは、かつて沖縄県コザ市南桃原（現・沖縄市）にあった私立高等学校。

## 概要
1957年（昭和32年）に開校し、戦後の沖縄において2番目に設立された私立高等学校である（最初に設立されたのは沖縄高等学校（現・沖縄尚学高等学校））。設置者は財団法人コザ学園で、高校開校後の1959年（昭和34年）に高校の敷地内に琉球国際短期大学（後の国際大学、現在の沖縄国際大学の母体）を開校している。
その後、大学は1972年（昭和47年）の本土復帰により宜野湾市に設立された沖縄国際大学に統合されたが、高校は存続した。しかし、復帰後の県立高校の相次ぐ新設に伴い経営が悪化し、1984年（昭和59年）をもって閉校となった。跡地は県に買い取られ、5年後の1989年（平成元年）4月に沖縄県立球陽高等学校が開校している。

## 沿革
- 1957年7月 - 認可。
- 1957年9月 - 財団法人コザ学園 中央高等学校として開校。
- 1959年 - 財団法人コザ学園から財団法人国際学園へ名称変更。
- 1967年 - 財団法人国際学園から学校法人国際学園へ改組。
- 1984年 - 閉校。
- 1989年4月 - 跡地に沖縄県立球陽高等学校が開校。

## 著名な出身者
- 上原康恒 - 元プロボクサー（WBA世界スーパーフェザー級、日本スーパーフェザー級王者）
- 羽賀研二 - 元タレント・元俳優・実業家

## その他

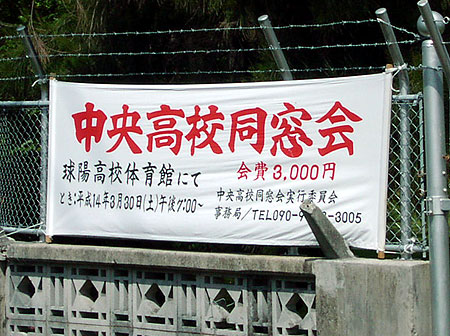
中央高校同窓会の告知だが、会場は中央高校跡地に建てられた球陽高校となっている。

- 前述の通り中央高校の閉校後、跡地には県立球陽高校が開校したが、中央高校時代の建物は全て取り壊され新たに建て直されている。そのため、中央高校と球陽高校との間には敷地が同じであったという以外には関連性は無い。